# Ani-Matilda Serebrakian
Ani-Matilda Serebrakian (orm. Անի-Մաթիլդա Սերեբրակյան, ur. 7 lutego 1989 w Los Angeles) – ormiańska narciarka alpejska, uczestniczka Zimowych Igrzysk Olimpijskich w Vancouver w 2010. Posiada także obywatelstwo amerykańskie.